# Campoletis conjuncta
Campoletis conjuncta är en stekelart som först beskrevs av Cresson 1864.  Campoletis conjuncta ingår i släktet Campoletis och familjen brokparasitsteklar. Inga underarter finns listade.